# Granby (Kolorado)
Granby – miasto w Stanach Zjednoczonych, w stanie Kolorado, w hrabstwie Grand.